# Анселд, Уэс
Уэсли Сиссел «Уэс» Анселд (англ. Westley Sissel "Wes" Unseld; 14 марта 1946[…], Луисвилл, Кентукки[…] — 2 июня 2020, Кейтонсвилл, Мэриленд) — американский профессиональный баскетболист и тренер. Всю свою карьеру в Национальной баскетбольной ассоциации (НБА) он провел в команде «Балтимор/Кэпитал/Вашингтон Буллетс». В 1978 году Анселд выиграл с «Буллетс» чемпионат НБА и получил награду MVP финала. После ухода из спорта в 1981 году он работал в «Буллетс» в качестве вице-президента, главного тренера и генерального менеджера.
Член Зала славы баскетбола с 1988 года и с 2006 член Зала славы студенческого баскетбола в Канзас-Сити. Его сын, Уэс Анселд-младший, в настоящее время является главным тренером «Вашингтон Уизардс».

## Профессиональная карьера
На драфте 1968 года Анселд был выбран под вторым номером командой «Балтимор Буллетс». Он также был выбран своей родной командой «Кентукки Колонелс» из Американской баскетбольной ассоциации (АБА) на драфте АБА 1968 года. Ему предложили контракты обе команды, но он решил подписать контракт с «Буллет» с из более успешной НБА, несмотря на то, что они предлагали меньшие деньги. После подписания контракта с Анселдом владелец «Буллетс» Эрл Форман заявил, что «этот контракт представляет собой наиболее привлекательный и выгодный контракт, который был или будет подписан любым игроком НБА в этом году».
В своей первой игре регулярного сезона Анселд набрал 8 очков и сделал 22 подбора в победной игре над «Детройт Пистонс» (124-116). 19 октября Анселд сделал свой первый дабл-дабл в карьере, набрав 13 очков и сделав 20 подборов, проиграв «Филадельфии Севенти Сиксерс» (124-121). 22 ноября Анселд набрал 20 очков и сделал 29 подборов, потерпев поражение в матче с «Севенти Сиксерс» (121-110).
Будучи новичком, Анселд помог команде «Буллетс» (которая в предыдущем году заняла последнее место в Восточном дивизионе) добиться результата 57-25 и завоевать титул чемпиона Восточного дивизиона. В том году Анселд в среднем делал 18,2 подбора за игру и стал вторым игроком в истории, получившим награду новичка года и награду самого ценного игрока в том же году. Он стал самым молодым MVP в истории до Деррика Роуза в 2011-м и всего второй человек после Уилта Чемберлено, кто смог получить эту награду в свой дебютный сезон .
Анселд был одним из лучших оборонительных игроков своей эпохи, а в сезоне 1974-75 он лидировал в НБА по подборам.

## Карточка игрока
Выступал за клуб Национальной баскетбольной ассоциации «Балтимор/Кэпитал/Вашингтон Буллетс» (1968—1981). Чемпион НБА 1978 года, самый ценный игрок сезона 1968/69, 1 раз входил в первую символическую сборную по итогам сезона (1969), 5-кратный участник матча всех звёзд (1969, 1971—1973, 1975). Два года подряд включался в 1-ю всеамериканскую сборную NCAA (1967—1968). За ним в «Уизардс» закреплён номер 41. В 1975 году стал лауреатом приза имени Джеймса Уолтера Кеннеди. В 1988 году Анселд был включён в Зал славы баскетбола, а в 1996 году — в число 50 лучших игроков за всю историю Ассоциации.
В 1967 году Анселд стал в составе сборной США чемпионом Панамериканских игр в Виннипеге. В том же году стал в составе сборной США и чемпионом летней Универсиады в Токио.

## Личная жизнь
Жена Анселда, Конни, открыла школу Анселда в 1979 году. Эта частная школа, расположенная на юго-западе Балтимора, имеет детское дошкольное образование, детский сад и программу обучения с детского сада по восьмой класс. Конни и дочь Кимберли работали в школе учителями. Анселд занимал должности офис-менеджера и главного тренера по баскетболу. Он был крестным отцом звездного форварда «Кливленд Кавальерс» Кевина Лава, поскольку отец Кевина, Стэн Лав, был товарищем Анселда по команде «Балтимор Буллетс». Его сын, Уэс Анселд-младший, — тренер в НБА, стал главным тренером «Вашингтон Уизардс» в 2021 году.

## Смерть
Анселд умер 2 июня 2020 года после длительного заболевания.

## Статистика

### Статистика в НБА
| Сезон                                                                                    | Команда           | Регулярный сезон | Регулярный сезон | Регулярный сезон | Регулярный сезон | Регулярный сезон | Регулярный сезон | Регулярный сезон | Регулярный сезон | Регулярный сезон | Регулярный сезон | Регулярный сезон | Серия плей-офф | Серия плей-офф | Серия плей-офф | Серия плей-офф | Серия плей-офф | Серия плей-офф | Серия плей-офф | Серия плей-офф | Серия плей-офф | Серия плей-офф | Серия плей-офф |
| Сезон                                                                                    | Команда           | GP               | GS               | MPG              | FG%              | 3P%              | FT%              | RPG              | APG              | SPG              | BPG              | PPG              | GP             | GS             | MPG            | FG%            | 3P%            | FT%            | RPG            | APG            | SPG            | BPG            | PPG            |
| ---------------------------------------------------------------------------------------- | ----------------- | ---------------- | ---------------- | ---------------- | ---------------- | ---------------- | ---------------- | ---------------- | ---------------- | ---------------- | ---------------- | ---------------- | -------------- | -------------- | -------------- | -------------- | -------------- | -------------- | -------------- | -------------- | -------------- | -------------- | -------------- |
| 1968/69                                                                                  | Балтимор Буллетс  | 82               |                  | 36,2             | 47,6             |                  | 60,5             | 18,2             | 2,6              |                  |                  | 13,8             | 4              |                | 41,3           | 52,6           |                | 78,9           | 18,5           | 1,3            |                |                | 18,8           |
| 1969/70                                                                                  | Балтимор Буллетс  | 82               |                  | 39,4             | 51,8             |                  | 63,8             | 16,7             | 3,5              |                  |                  | 16,2             | 7              |                | 41,3           | 41,4           |                | 78,9           | 23,6           | 3,4            |                |                | 10,4           |
| 1970/71                                                                                  | Балтимор Буллетс  | 74               |                  | 39,2             | 50,1             |                  | 65,7             | 16,9             | 4,0              |                  |                  | 14,1             | 18             |                | 42,2           | 46,2           |                | 56,8           | 18,8           | 3,8            |                |                | 13,2           |
| 1971/72                                                                                  | Балтимор Буллетс  | 76               |                  | 41,7             | 49,8             |                  | 62,9             | 17,6             | 3,7              |                  |                  | 13,0             | 6              |                | 44,3           | 49,2           |                | 52,6           | 12,5           | 4,2            |                |                | 12,3           |
| 1972/73                                                                                  | Балтимор Буллетс  | 79               |                  | 39,1             | 49,3             |                  | 70,3             | 15,9             | 4,4              |                  |                  | 12,5             | 5              |                | 40,2           | 41,7           |                | 47,4           | 15,2           | 3,4            |                |                | 9,8            |
| 1973/74                                                                                  | Кэпитал Буллетс   | 56               |                  | 30,8             | 43,8             |                  | 65,5             | 9,2              | 2,8              | 1,0              | 0,3              | 5,9              | 7              |                | 42,4           | 49,2           |                | 60,0           | 12,1           | 3,9            | 0,6            | 0,1            | 10,1           |
| 1974/75                                                                                  | Вашингтон Буллетс | 73               |                  | 39,8             | 50,2             |                  | 68,5             | 14,8             | 4,1              | 1,6              | 0,9              | 9,2              | 17             |                | 43,2           | 54,6           |                | 65,6           | 16,2           | 3,8            | 0,9            | 1,2            | 10,7           |
| 1975/76                                                                                  | Вашингтон Буллетс | 78               |                  | 37,5             | 56,1             |                  | 58,5             | 13,3             | 5,2              | 1,1              | 0,8              | 9,6              | 7              |                | 44,3           | 46,2           |                | 54,2           | 12,1           | 4,0            | 0,9            | 0,6            | 7,0            |
| 1976/77                                                                                  | Вашингтон Буллетс | 82               |                  | 34,9             | 49,0             |                  | 60,2             | 10,7             | 4,4              | 1,1              | 0,5              | 7,8              | 9              |                | 40,9           | 55,6           |                | 58,3           | 11,7           | 4,9            | 0,9            | 0,7            | 7,4            |
| 1977/78                                                                                  | Вашингтон Буллетс | 80               |                  | 33,1             | 52,3             |                  | 53,8             | 11,9             | 4,1              | 1,2              | 0,6              | 7,6              | 18             |                | 37,6           | 53,0           |                | 58,7           | 12,0           | 4,4            | 0,9            | 0,4            | 9,4            |
| 1978/79                                                                                  | Вашингтон Буллетс | 77               |                  | 31,2             | 57,7             |                  | 64,3             | 10,8             | 4,1              | 0,9              | 0,5              | 10,9             | 19             |                | 38,7           | 49,4           |                | 60,9           | 13,3           | 3,4            | 0,9            | 0,7            | 10,3           |
| 1979/80                                                                                  | Вашингтон Буллетс | 82               |                  | 36,3             | 51,3             | 50,0             | 66,5             | 13,3             | 4,5              | 0,8              | 0,7              | 9,7              | 2              |                | 43,5           | 50,0           | 0,0            | 66,7           | 14,0           | 3,5            | 0,0            | 1,5            | 9,0            |
| 1980/81                                                                                  | Вашингтон Буллетс | 63               |                  | 32,3             | 52,4             | 50,0             | 64,0             | 10,7             | 2,7              | 0,8              | 0,6              | 8,0              | Не участвовал  | Не участвовал  | Не участвовал  | Не участвовал  | Не участвовал  | Не участвовал  | Не участвовал  | Не участвовал  | Не участвовал  | Не участвовал  | Не участвовал  |
|                                                                                          | Всего             | 984              |                  | 36,4             | 50,9             | 50,0             | 63,3             | 14,0             | 3,9              | 1,1              | 0,6              | 10,8             | 119            |                | 41,1           | 49,3           | 0,0            | 60,8           | 14,9           | 3,8            | 0,8            | 0,7            | 10,6           |
| Наведите курсор мыши на аббревиатуры в заголовке таблицы, чтобы прочесть их расшифровку. |                   |                  |                  |                  |                  |                  |                  |                  |                  |                  |                  |                  |                |                |                |                |                |                |                |                |                |                |                |